# Асписовая гадюка
Асписовая гадюка (лат. Vipera aspis) — вид ядовитых змей рода настоящих гадюк семейства гадюковых, обитающих в юго-западной Европе.

## Описание
Размеры средние, обычно длина тела 70 — 75 см, самки крупнее самцов. Голова широкая, треугольная, отделена от туловища короткой шеей. Морда вздёрнута. Зрачки вертикальные, глазное яблоко отделено от лежащих под ним верхнегубных щитков рядом чешуек. Сверху окраска сильно меняется от беловато-серого до пепельного или серовато-зелёного и от светло-коричневатого до медно-красного или тёмно-коричневого цвета. По сравнению с другими видами непрерывный зигзагообразный рисунок на спине отсутствует, вместо него спина покрыта четырьмя рядами отдельных поперечных пятен, иногда сливающихся друг с другом. Брюхо желтовато-серое, хвост на конце ярко-оранжевый.

## Распространение
Естественный ареал включает в себя Францию, Андорру, северо-восточную Испанию, юго-западную Германию, Швейцарию, Монако, острова Эльба и Монтекристо, Сицилию, Италию, Сан-Марино и северо-западную Словению.

## Образ жизни
Предпочитает сухие каменистые склоны гор, поросшие кустарником, осыпи, лесные опушки и вырубки, заброшенные каменоломни. Живёт на высоте до 2500 м над уровнем моря. Охотится обычно в вечерние часы, а в жаркое время активна всю ночь; укушенную дичь преследует до её гибели, которая наступает через несколько минут. Питается мелкими грызунами, кротами, реже птицами. Молодые особи питаются ящерицами. В спячку впадает с октября по апрель. Брачный период в апреле, детёныши (4 — 18) появляются в августе — сентябре. Линяют они в среднем 4 раза в год. Ядовита, но случаи смертельного исхода для человека редки.

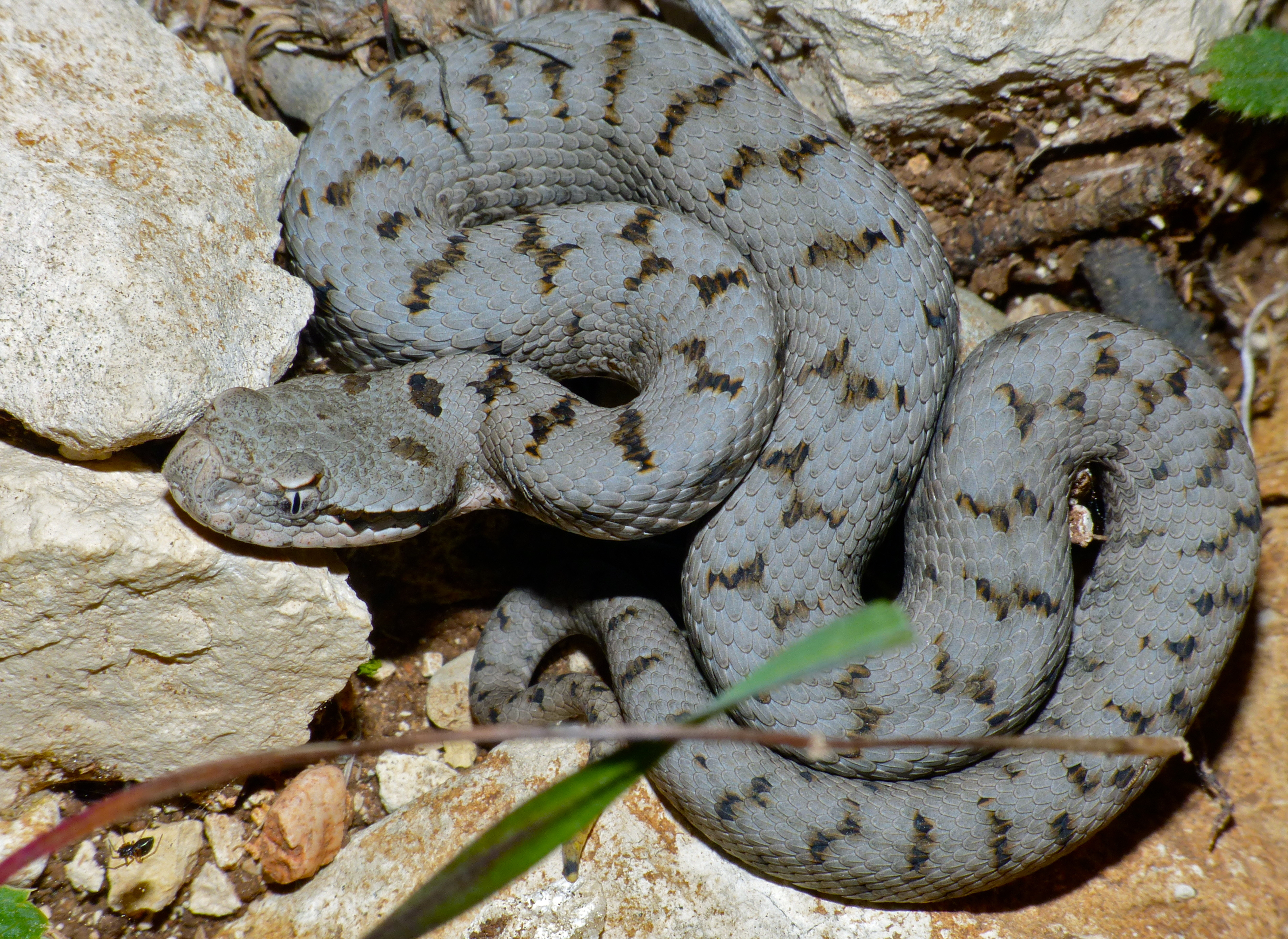
Молодая гадюка